# 萧山城墙
萧山城墙为旧萧山县城城墙，位于今中华人民共和国浙江省杭州市萧山区城厢街道，今在西山和白鸽山（北干山餘脉）上尚存两段残迹。
萧山为西汉初至元始二年（公元2年）间置县，名余暨，属会稽郡。三国吴黄武年间（222-229）改名永兴，唐天宝元年（742）又以萧然山为名改为萧山，沿用至今。城址始建年代不详，旧传县城周一里二百步，高一丈八尺，厚一丈一尺，后废。现城址为明嘉靖三十二年（1553）所筑，清顺治、康熙、雍正年间重修。城墙西临西山（又名萧然山），北临北干山，城周九里（约4320米），厚二丈二尺（约7.04米），高二丈五尺（约8米），设陆门四座、水门三座，四座陆门分别为东门达台门、西门连山门、南门拱秀门和北门静海门，其上皆有城楼三间两层，分别名近日楼、听潮楼、拙政楼、连山楼，门外皆有瓮城、吊桥，此外在城北北干山上筑有四望台一座，以卫城池。后因堪舆家认为城西南隅学宫南面城墙、不利科举，故嘉靖四十三年（1564）又增辟小南门文明门。三座水门分别位于东门北侧、西门北侧和南门西侧，门额分别为派入三江、越台重镇和清比郎官。护城河周一千五百九十一丈五尺（约5092.8米），深一丈五尺（约4.8米），宽三丈（约9.6米）。今城墙大部分已拆除，原北城墙在今萧绍路一线，东城墙在今萧然东路一带，南城墙和西城墙在今拱秀路和萧然西路上。
原浙东运河自西北-东南穿城而过（其入城与出城处均辟水门，即东西水门），城内河段俗称城河，今河上自西向东尚存永兴桥、市心桥、仓桥、梦笔桥、惠济桥、东旸桥和迴澜桥七座古桥（均为杭州市文物保护单位），其中前五座在城墙之內。原城内主要建筑有县署（已不存，其址位于今新世纪广场一带）、学宫（其址位于今湘湖师范实验小学内，仅存元代“萧山县学重建大成殿记”碑）、城隍庙（已不存）、祇园寺（今体育路9号，杭州市文物保护单位）、江寺（今文化路104号，杭州市文物保护单位）和竹林寺（已不存）等。

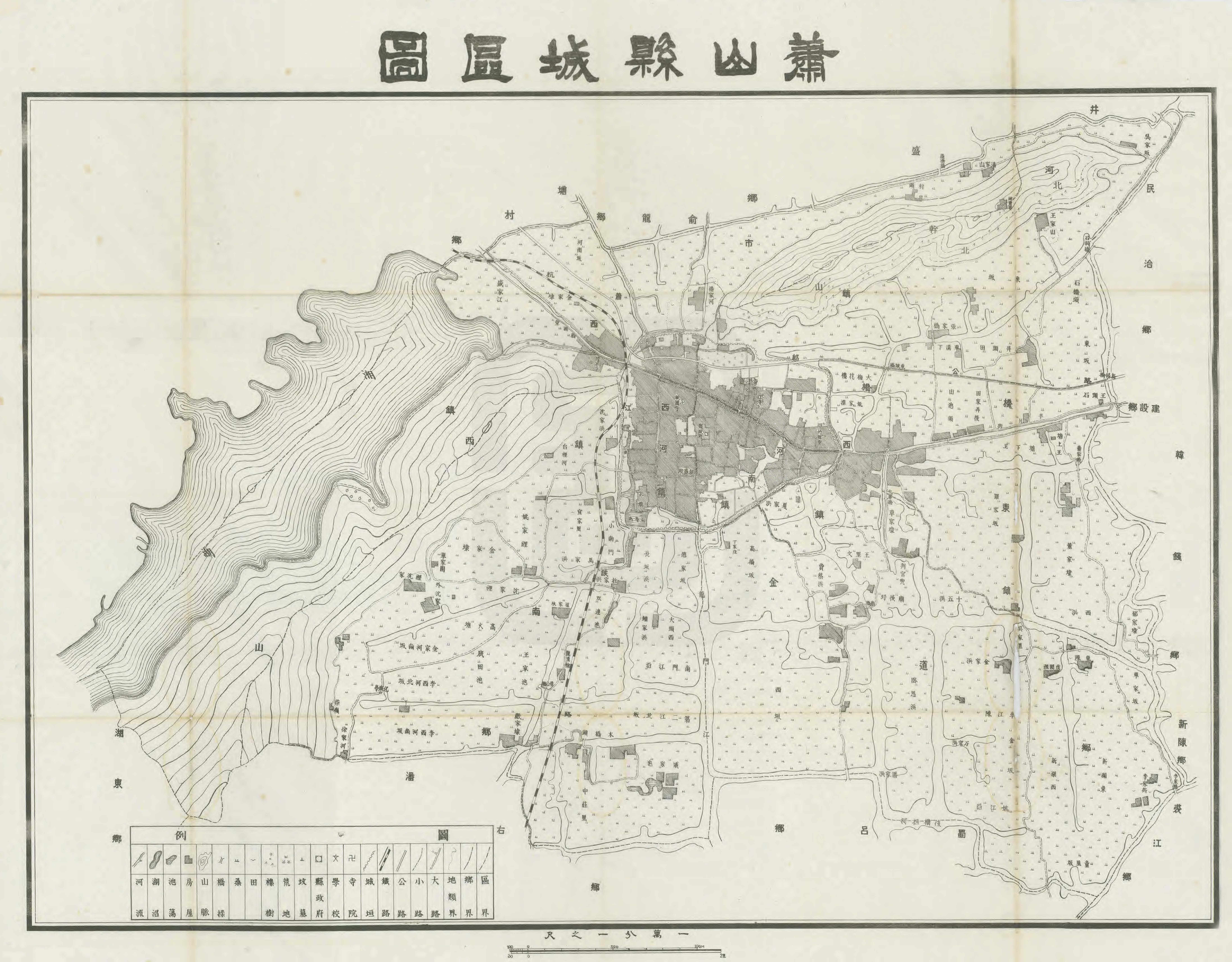
民国二十四年（1935）《萧山县志稿》萧山县城区图
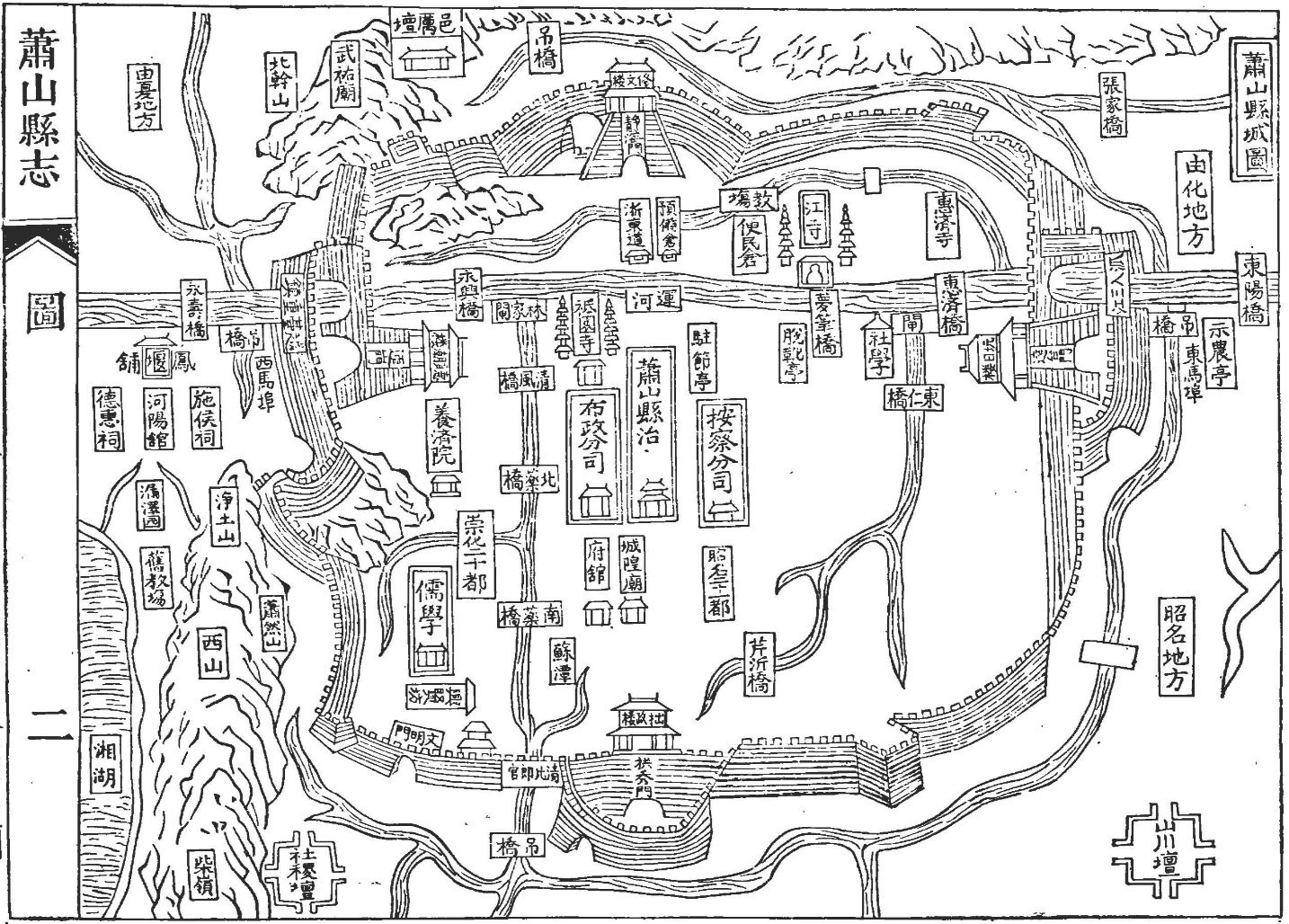
清乾隆《萧山县志》萧山县图
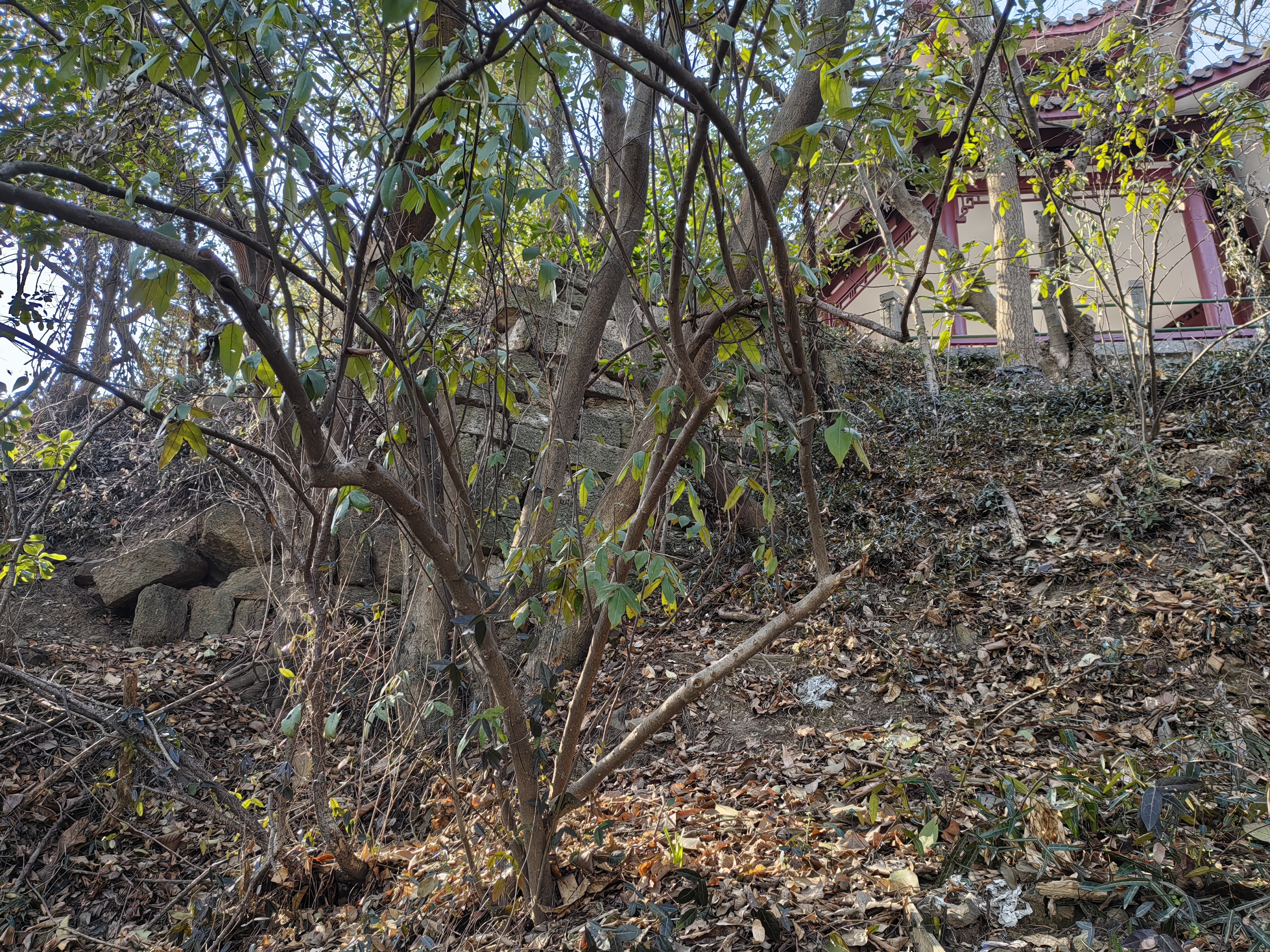
西山上的城墙遺蹟
收藏於杭州市萧山区博物馆的南城牆條石
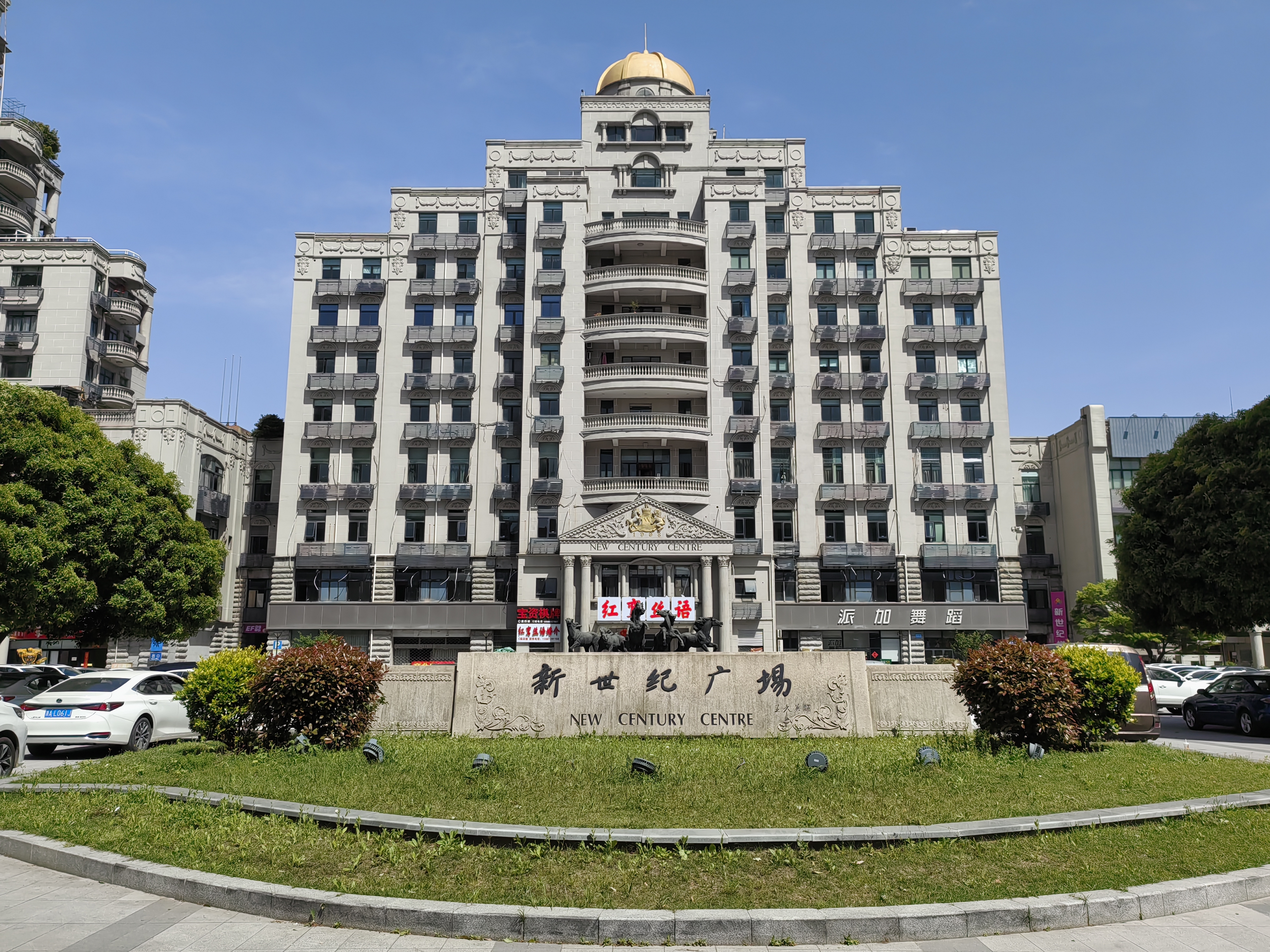
位於蕭山縣署舊址的新世紀廣場